# Grace Park
Grace Park (* 14. März 1974 in Los Angeles, Kalifornien) ist eine kanadische Schauspielerin koreanischer Abstammung.

## Biografie
Parks Eltern zogen nach Kanada, als sie 22 Monate alt war. Park hat einen Bachelor-Abschluss in Psychologie. Sie spricht Englisch und versteht etwas Koreanisch.
Park ist seit 2004 verheiratet und lebt in Vancouver mit ihrem Ehemann, dem ebenfalls aus Korea stammenden Projektentwickler Phil Kim,
mit dem sie einen gemeinsamen Sohn hat.

## Karriere
Parks Karriere begann mit der kanadischen Teeniesoap Edgemont. Danach spielte sie kleinere Rollen in Outer Limits – Die unbekannte Dimension, X-Factor: Das Unfassbare, Dark Angel, The Immortal, Stargate – Kommando SG-1, Andromeda und Romeo Must Die.
Von 2003 bis 2009 spielte sie die Rolle des humanoiden Zylonenmodells Nummer Acht (unter anderem Lieutenant Sharon „Boomer“ Valerii und Sharon „Athena“ Agathon) in der amerikanischen Serie Battlestar Galactica, durch die Park einen größeren Bekanntheitsgrad erreichte.
2007 stand sie als Lt. Sandra Telfair in dem Computerspiel Command & Conquer 3: Tiberium Wars vor der Kamera. In der US-amerikanischen Serie The Cleaner stellte Park die Akani Cuesta dar. In der Folgezeit hatte Park wiederkehrende Rollen und Gastauftritte in verschiedenen Serien. Von  2010 bis 2017 stellte sie in der Krimiserie Hawaii Five-0 eine der Hauptfiguren dar. Ebenso war sie 2010 als Gastdarstellerin in der Serie Human Target an der Seite von Mark Valley zu sehen.

## Filmografie (Auswahl)
- 1997, 2001: Outer Limits – Die unbekannte Dimension (The Outer Limits, Fernsehserie, zwei Folgen)
- 2000: Romeo Must Die
- 2000–2001: Immortal – Der Unsterbliche (The Immortal, Fernsehserie, fünf Folgen)
- 2001: Stargate – Kommando SG-1 (Stargate SG-1, Fernsehserie, Folge 5x13)
- 2003–2004: Jake 2.0 (Fernsehserie, vier Folgen)
- 2004–2009: Battlestar Galactica (Fernsehserie, 75 Folgen, verschiedene Rollen)
- 2001–2005: Edgemont (Fernsehserie, 69 Folgen)
- 2007: West 32nd K-Town (West 32nd)
- 2007: Command & Conquer 3: Tiberium Wars (Computerspiel)
- 2008: Run Rabbit Run
- 2008–2009: Battlestar Galactica: The Face of the Enemy (Miniserie, zehn Folgen)
- 2008–2009: The Cleaner (Fernsehserie, 26 Folgen)
- 2008–2010: The Border (Fernsehserie, zwölf Folgen)
- 2010: Human Target (Fernsehserie, Folge 1x09 Im Ring)
- 2010–2017: Hawaii Five-0 (Fernsehserie, 165 Folgen)
- 2017: MacGyver (Fernsehserie, Folge 1x18 Ärger im Paradies)
- 2018: Freaks – Sie sehen aus wie wir (Freaks)
- 2018–2023: A Million Little Things